# پیوتر ژورافسکی
پیوتر ژورافسکی (لهستانی: Piotr Żurawski؛ ‏ ۱۴ اکتبر ۱۹۸۵) بازیگر اهل لهستان است. وی برادر کوچک میخاو ژورافسکی است.
از فیلم‌ها یا مجموعه‌های تلویزیونی که وی در آن‌ها نقش داشته است، می‌توان به فردا به سینما می‌رویم، آب‌شدگی، خیوکا، پدر متیو، دوران افتخار، خانه کشیش، پزشکان، قانون حقیقی، کمیسر آلکس، مرز، سلطان، اوشیتسکا، ردپا، ورشو ۴۴ و کربلا اشاره نمود.